# Телеграфные войска
Телеграфные войска — разновидность войск связи, которые отвечают за обеспечение безопасного телеграфного сообщения между дружественными подразделениями в военное время и за разрушение вражеских телеграфных коммуникаций.
Первые подобные подразделения появились в Королевстве Пруссия в 1830 году как Новые Прусские инженерные батальоны. В отдельный корпус их объединили в 1899 году, который позднее стал Корпусом войск связи вермахта и Ваффен-СС.
Телеграфными войсками нередко использовался оптический телеграф. Ныне похожую роль, как у телеграфных войск, в составе войск связи играют войска радиоэлектронной борьбы.

## Телеграфные войска по европейским армиям
- Португалия: военный телеграфный корпус образован в 1810 году, полевая рота телеграфистов — в 1884 году
- Германская империя: телеграфные войска образованы в 1830 году, но в мирное время не созывались
- Франция: телеграфные войска в мирное время стали созываться только к концу XIX века
- Великобритания: в мирное время службу несли телеграфный батальон в составе двух дивизионов (один был в постоянной боевой готовности, второй занимался преимущественно телеграфной связью для гражданских нужд)
- Италия: три телеграфных подразделения по две роты каждое в составе 3-го инженерного полка
- Австро-Венгрия: Единая армия располагала железнодорожным и телеграфным полками (каждый полк состоял из двух батальонов, каждый батальон из четырёх рот) и именовались техническими войсками[1];
- Россия: 17 телеграфных парков в военное время, все в составе сапёрных бригад и именовались инженерными войсками[2];
- Бельгия,  Нидерланды,  Румыния,  Швеция,  Испания: телеграфная рота в мирное время

### Британская империя
В 1870 году было образовано телеграфное подразделение «C» Корпуса королевских инженеров под командованием капитана Монтега Ламберта. Это было первое подразделение войск связи в Великобритании: оно занималось обеспечением связи между британскими войсками при помощи проволочного и оптического телеграфа. Численность подразделения номинально составляла 135 человек (в т.ч. 2 офицера). В 1871 году она возросла до 250 человек (в т.ч. 5 офицеров), а в 1879 году подразделение телеграфистов приняло боевое крещение в англо-зулусской войне. 1 мая 1884 был образован Телеграфный батальон Королевских инженеров (англ. Telegraph Battalion Royal Engineers) из двух дивизионов. В 1908 году роль телеграфных подразделений перешла к Службе связи Королевских инженеров (англ. Royal Engineers Signal Service), которая занималась развитием беспроволочного телеграфа и мотоциклетных курьеров. Правопреемником и основным видом войск связи с 1920 года является Королевский корпус связи.

### Германская империя

#### Прусские телеграфные батальоны
- 1-й телеграфный батальон: образован 25 марта 1889 года, был подчинён Гвардейскому корпусу[англ.] и Кавалерийской школе телеграфистов. Гарнизон в мирное время: Берлин, Трептов-парк. Состоял из четырёх рот: 2-я и 4-я комплектовались из подразделений Вюртембергской армии, 3-я и частично 4-я — из частей Королевской саксонской армии.
- 2-й телеграфный батальон: образован 25 марта 1889 года, был подчинён 3-му корпусу[англ.] и 1-му инспекторату Телеграфного корпуса. Гарнизон в мирное время: Франкфурт-на-Одере и Котбус.
- 3-й телеграфный батальон: образован в 1899 году, был подчинён 8-му корпусу[англ.] и 2-му инспекторату Телеграфного корпуса. Гарнизон в мирное время: Кобленц и Дармштадт.
- 4-й телеграфный батальон: образован 1 октября 1907 года, был подчинён 14-му корпусу и 2-му инспекторату Телеграфного корпуса. Гарнизон в мирное время: Карлсруэ и Фрайбург.
- 5-й телеграфный батальон: образован 1 октября 1912 года, был подчинён 7-му корпусу[англ.] и 1-му инспекторату Телеграфного корпуса. Гарнизон в мирное время: Данциг.
- 6-й телеграфный батальон: образован в 1913 году. Гарнизон в мирное время: Ганновер.

#### Саксонские телеграфные батальоны
- 7-й телеграфный батальон: был подчинён 1-му инспекторату Телеграфного корпуса. Гарнизон в мирное время: Цайтхайн

#### Баварские телеграфные батальоны
- 1-й телеграфный батальон: образован в 1901 году. Гарнизон: Мюнхен.
- 2-й телеграфный батальон: образован в 1912 году. Гарнизон: Мюнхен.

### Российская империя
Телеграф внедрялся в русскую армию со времён русско-турецкой войны 1877—1878 гг.. В конце XIX века в Центральной России существовало 17 военно-телеграфных парков (975 вёрст телеграфных линий), ещё два были на Кавказе (130 вёрст). Каждый военно-телеграфный парк имеет личный состав и материальную часть, необходимую для устройства в тылу войск телеграфной линии протяжением до 65 верст. Также в крепостях было создано 55 узлов связи (423 версты), в другом источнике указано 6 крепостных военных телеграфов.  
В 1894 году военно-телеграфные парки в русской армии были упразднены, а в состав сапёрных батальонов Европейской и Азиатской России включено по одной телеграфной роте. Всего в Европейской России — 24, в Азиатской России — три телеграфные роты и одна телеграфная команда. Телеграфные роты (военно-телеграфные роты), в обязанности которых входило обеспечивать связь между главной квартирой, штабами армий, её корпусами, штабами корпусов и их дивизиями, а при необходимости и отдельными частями, находившимися в районе действия дивизии. Военно-телеграфные роты, располагавшиеся на территории Европейской части России и на Кавказе, состояли из двух шестовых и одного кабельного отделения. Роты, расположенные в азиатской части — из четырёх шестовых отделений. Кабельные отделения использовались для создания линий связи в районах, подверженных артиллерийскому огню, или в районах, где создание шестовой линии невозможно по географическим причинам, например в горах. Каждое отделение кроме телеграфного оборудования имело оборудование оптического телеграфа. Для дневного применялись зеркала диаметром 50 сантиметров, для ночного — оптические полевые аппараты Манжена с объективами диаметром 10 сантиметров и сигнальными приборами Г. М. Миклашевского.
С 1906 г. в дополнение в кабельным военным телеграфным ротам и военным телеграфам началось формирование полевых и крепостных искровых телеграфных рот и станций. Это положило начало радиосвязи в Русской армии.
С 1912 года утверждены нормы снабжения армейских корпусов средствами связи. Согласно нормам, на каждый корпус из двух пехотных дивизий (по 8 полков), сапёрного батальона (телеграфная рота, три сапёрные роты) и отделения полевого инженерного парка приходились 20 телеграфных, 193 телефонных аппарата и 333 версты кабеля. После революции телеграфные формирования были преобразованы в войска связи РККА и стали самостоятельными специальными войсками.

#### Знаки различия
| Описание     | Знаки различия 2-й Восточно-Сибирской искровой телеграфной роты на 1906-1909 гг. | Знаки различия 2-й Восточно-Сибирской искровой телеграфной роты на 1906-1909 гг. | Знаки различия 2-й Восточно-Сибирской искровой телеграфной роты на 1906-1909 гг. | Знаки различия 2-й Восточно-Сибирской искровой телеграфной роты на 1906-1909 гг. | Знаки различия 2-й Восточно-Сибирской искровой телеграфной роты на 1906-1909 гг. |
| ------------ | -------------------------------------------------------------------------------- | -------------------------------------------------------------------------------- | -------------------------------------------------------------------------------- | -------------------------------------------------------------------------------- | -------------------------------------------------------------------------------- |
| Погоны       |                                                                                  |                                                                                  |                                                                                  |                                                                                  |                                                                                  |
| Чин / звание | Подполко́вник                                                                     | Капитан                                                                          | Штабс-капитан                                                                    | Пору́чик                                                                          | Подпору́чик                                                                       |
| Группа       | Штаб-офицеры                                                                     | Обер-офицеры                                                                     | Обер-офицеры                                                                     | Обер-офицеры                                                                     | Обер-офицеры                                                                     |

| Описание        | Знаки различия 2-й Восточно-Сибирской искровой телеграфной роты на 1906-1909 гг. | Знаки различия 2-й Восточно-Сибирской искровой телеграфной роты на 1906-1909 гг. | Знаки различия 2-й Восточно-Сибирской искровой телеграфной роты на 1906-1909 гг. | Знаки различия 2-й Восточно-Сибирской искровой телеграфной роты на 1906-1909 гг. | Знаки различия 2-й Восточно-Сибирской искровой телеграфной роты на 1906-1909 гг. |
| --------------- | -------------------------------------------------------------------------------- | -------------------------------------------------------------------------------- | -------------------------------------------------------------------------------- | -------------------------------------------------------------------------------- | -------------------------------------------------------------------------------- |
| Погоны          |                                                                                  |                                                                                  |                                                                                  |                                                                                  |                                                                                  |
| Воинское звание | Фельдфебель                                                                      | Старший унтер-офицер                                                             | Младший унтер-офицер                                                             | Ефрейтор                                                                         | Рядовой                                                                          |
| Группа          | Унтер-офицеры                                                                    | Унтер-офицеры                                                                    | Унтер-офицеры                                                                    | Солдаты                                                                          | Солдаты                                                                          |